# SS Santa Irene
O SS Santa Irene foi um navio mercante de bandeira portuguesa afundado erroneamente pelo submarino britânico da classe T HMS Taurus (P339), no dia 13 de abril de 1943, durante a Segunda Guerra Mundial. O afundamento da embarcação portuguesa deixou um saldo de 17 mortos e 1 sobrevivente.

## Embarcação
O navio foi construído em meados de 1921, tendo comprimento de 50 m e calado de 7,53 m e era propulsionado por um motor de tripla expansão, o que o permitia alcançar uma velocidade máxima de 8 nós. Dois anos após sua viagem inaugural, o navio foi ampliado em 3 metros. Ao longo de sua carreira, recebeu pequenas atualizações e uma reconstrução parcial de proa, severamente danificada após um acidente no Porto de Lisboa em 1931.

## História
O navio foi construído nos estaleiros Gebroeders Fikkers em 1921, sendo batizado B.W.F. Por motivos ignorados, permaneceu sob operação dos estaleiros dos irmãos Fikkers até 1923, quando foi brevemente operado pelo armador alemão Kolln H, que o rebatizou SS Agnes Kolln. No ano seguinte, o navio foi vendido a outra estaleiro alemão, R. L. Bornhofen, sendo rebatizado SS Angelus. Em 1928, o navio é oferecido para armadores portugueses, operando inicialmente pela Companhia Veleira Lisboa como SS Santa Iria (até 1930) e pela Cia Industrial Portuguesa Lda Lisboa. Nesta última, o navio foi rebaptizado Santa Irene e permaneceu na frota desse armador até seu afundamento em 1943.
Durante operações realizadas no porto de Lisboa em 1931, o Santa Irene teve parte de sua proa destruída em um acidente pelo paquete Quanza, da Companhia Nacional de Navegação.

## Ataque

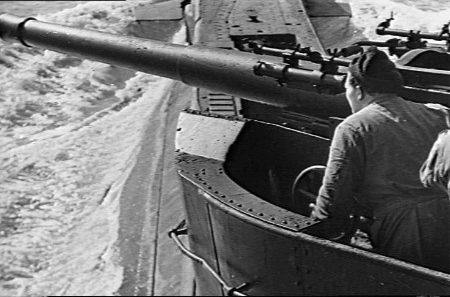
O Santa Irene foi afundado por quinze tiros do canhão naval QF 4 polegadas Mk. XXII de 100 mm. que equipava o submarino Taurus

O SS Santa Irene zarpou de Lisboa para Génova, onde aportou em 6 de Abril, transportando uma carga de trigo destinada a Suíça. Durante a viagem, a embarcação portava a bandeira suíça. No porto italiano, recebeu parte de uma carga de material bélico oriunda das indústrias Ansaldo e Breda que havia sido adquirido pelo Exército Português. O navio português zarpou na manhã de 12 de abril, portando a bandeira portuguesa, com destino ao porto italiano de Civitavecchia, onde deveria embarcar o restante do material bélico para depois zarpar para Lisboa.
O Santa Irene navegava a sudeste da costa da Córsega quando foi atacado na madrugada de 13 de Abril de 1943. Um submarino desconhecido iniciou disparos de canhão contra a embarcação portuguesa. Ao atingir o Santa Irene, os projécteis disparados pelo submarino causaram vários focos de incêndio no navio. No momento em que a tripulação de 19 homens preparava a evacuação do Santa Irene, ocorreu uma grande explosão da carga bélica transportada que levou ao rápido afundamento do navio.
No momento do ataque, o Santa Irene transportava 1 passageiro e era tripulado por 17 marinheiros. O repentino e violento ataque vitimou todos a bordo, excepto o marinheiro Henrique Tróia, que se salvou agarrado aos destroços de uma baleeira até ser recolhido pelo navio hospital italiano Epomeo.

## Reações
O desaparecimento do Santa Irene causou preocupação às autoridades portuguesas, por conta da valiosa carga bélica que o navio transportava. No dia 17 de abril, o ministério de guerra britânico, através de sua embaixada em Lisboa, informa o governo português em nota sigilosa que o Santa Irene foi afundado erroneamente pelo submarino HMS Taurus (P339), comandado pelo capitão Mervyn Wingfield, em patrulha naquela região.
No dia 20, a rádio Roma divulga para a imprensa a notícia do afundamento do Santa Irene na região da Córsega por um submarino britânico.
O governo britânico lamentou o afundamento, chamando o de infelicíssimo acidente. Entretanto, culpou o capitão do navio português por navegar uma zona de guerra sem comunicar previamente o comando aliado. O comandante do Taurus alegou não ter conseguido identificar as marcações do navio à noite, tendo confundido o pavilhão português com o italiano.
Essas declarações causaram indignação em Portugal, principalmente do governo, que declarou em um memorando interno:
| “ | ...Do que fica dito, o que parece então inteiramente lícito presumir- quase afirmar de modo solene- é que não houve, por parte do submarino, a mais ligeira tentativa de proceder à identificação de um barco que veio por certo a ser visto, atacado a repetidos golpes e finalmente metido no fundo a quase totalidade dos seus homens, pela simples razão de trazer acesos os seus faróis regulamentares de navegação e bem iluminados os alojamentos, as superestruturas e os distintivos e insígnias de que são portadores os navios neutrais... | ” |

Portugal alegou que o afundamento do Santa Irene infringia acordos marítimos assinados entre este  e a Grã Bretanha. Diante disso, o governo britânico pediu desculpas a Portugal e ofereceu, como um ato de generosidade, indenização ao sobrevivente do naufrágio e aos familiares dos mortos, o que foi recusado pelo governo português (que se comprometeu a indenizar os familiares dos mortos e o único sobrevivente).
O marinheiro Tróia, único sobrevivente do Santa Irene, foi hospitalizado na Itália e só pôde regressar a Lisboa no dia 21 de maio.

## Consequências
O Santa Irene foi o segundo navio neutro afundado pelo Taurus em um intervalo de um mês. Durante patrulha no mar Mediterrâneo, o comandante do Taurus, Mervyn Wingfield, ordenou o afundamento do navio  SS Bartolo. O Bartolo era um navio de fabricação britânica e navegava sob bandeira da Espanha (país neutro). Isso, porém, não demoveu o comandante Wingfield de sua decisão de afundar a embarcação. Após duas horas de ataque e cinco torpedos falhos, o o sexto torpedo atingiu a embarcação espanhola, que afundou rapidamente, deixando um saldo de 8 mortos e 22 sobreviventes. Alguns meses mais tarde, o Taurus se deslocou para o litoral da Grécia onde afundou vários navios mercantes deste país (que apesar de ter sido invadido pela Alemanha, ainda era considerado aliado). Apesar desses incidentes, o comandante Wingfield não sofreu punição alguma da Royal Navy. Posteriormente, recebeu diversas promoções em sua carreira (além de receber a Ordem de Serviços Distintos e a Cruz de Serviços Distintos) e alcançou o grau de almirante até se aposentar em 1963.

Bandeira do Reino da Itália
Bandeira de Portugal. O comandante do Taurus alegou que confundiu a bandeira portuguesa com a italiana na noite do ataque ao Santa Irene.
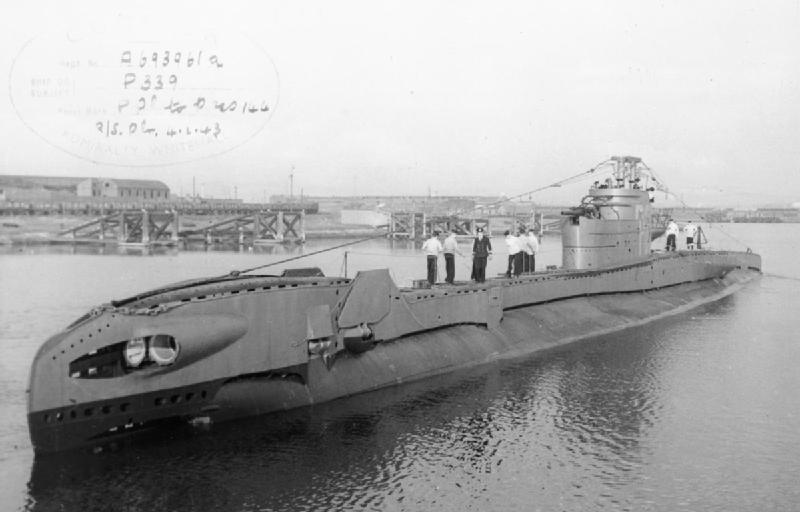
O submarino HMS Taurus (P339). O Santa Irene foi o segundo navio de nação neutra afundado pelo Taurus. Em 6 março de 1943, o navio mercante espanhol Bartolo foi afundado a 25 milhas a oeste de Marselha.